# National Cup 2001 (hockey su pista)
La National Cup 2001 è stata l'81ª edizione della principale coppa nazionale inglese di hockey su pista. Il torneo ha avuto inizio il 1º aprile e si è concluso il 30 giugno 2001. Il trofeo è stato conquistato dall'Herne Bay United per la sesta volta nella sua storia.

## Risultati

### Quarti di finale
| Squadra 1      | Risultato | Squadra 2        |
| -------------- | --------- | ---------------- |
| 1º aprile 2001 |           |                  |
| Halifax        | 3 - 9     | Middlesbrough    |
| Letchworth     | 3 - 4     | Herne Bay United |
| Manchester     | 10 - 4    | Grimsby          |
| Maidstone      | 12 - 2    | Sheffield        |

### Semifinali
| Squadra 1        | Risultato | Squadra 2     |
| ---------------- | --------- | ------------- |
| ? 2001           |           |               |
| Herne Bay United | ? - ?     | Maidstone     |
| Manchester       | ? - ?     | Middlesbrough |

### Finale
| 30 giugno 2001 | Herne Bay United | 14 – 4 | Manchester |  |